# David Bisbal

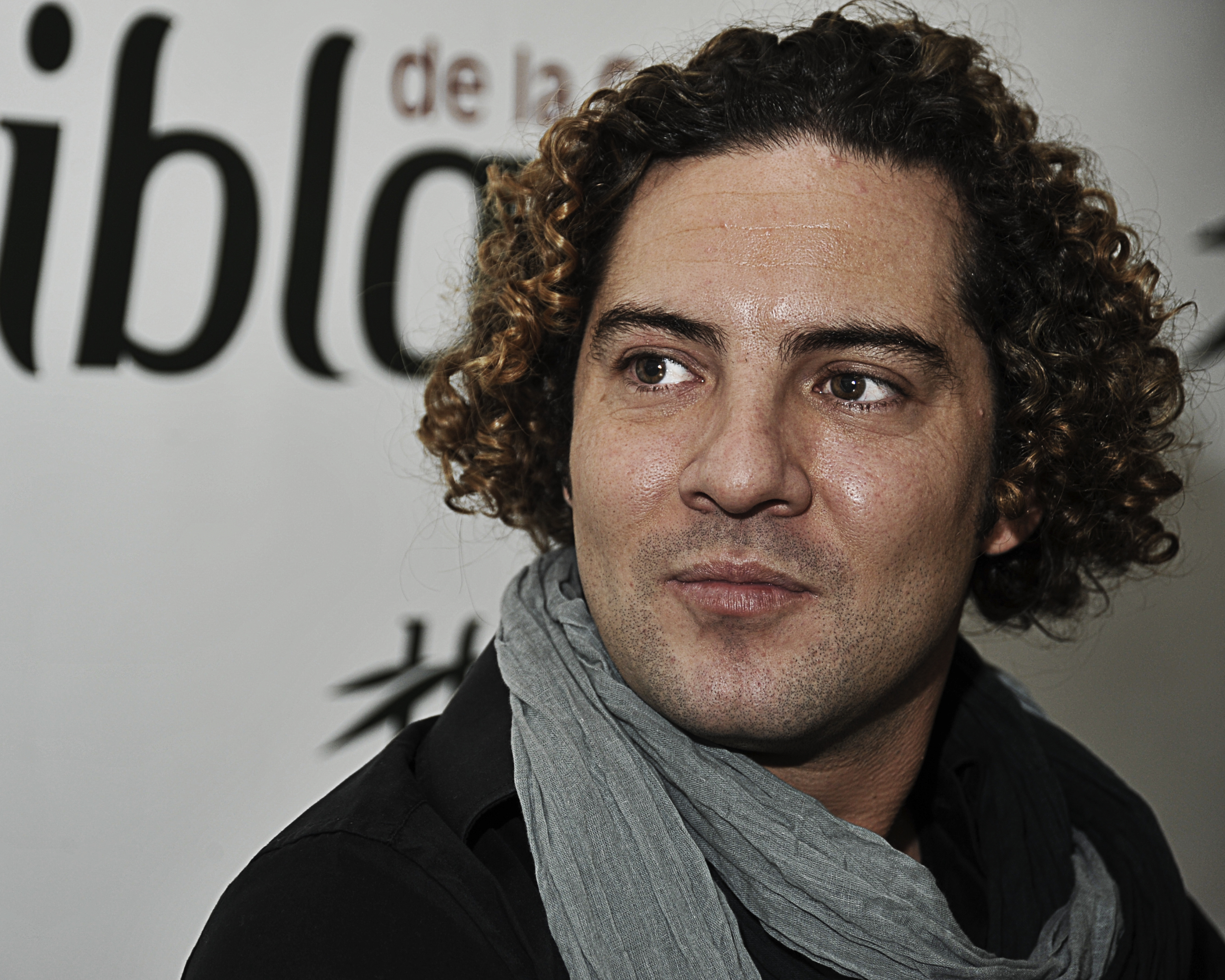
Ambaixador del AOVE a Martos (Jaén)

David Bisbal Ferre, més conegut com a David Bisbal (Almeria, 5 de juny de 1979) és un cantant andalús sortit del concurs de musical Operación Triunfo de TVE, on va quedar en segon lloc.
Va rebre cinc Discs de Platí per haver distribuït més de 400.000 còpies només en la primera setmana, del seu àlbum Premonición. El disc va debutar en el primer lloc de la llista de vendes el 3 d'octubre de 2006, i a la setmana de l'estrena es va col·locar com el disc més venut a Espanya.
Avui dia el cantant porta quasi 5 milions d'àlbums venuts convertint-se en un dels artistes llatins més importants del moment.
Anteriorment, el 2003 amb Corazón latino i el 2004 amb Bulería, l'artista espanyol ja havia anat de gira per Amèrica Llatina i els Estats Units oferint un total de 60 concerts de tot el continent. En total quasi 2 milions de persones han vist en directe a Bisbal en mig món durant aquests 5 anys.

## Primers anys
David Bisbal va néixer el 5 de juny de 1979 a Almeria (Espanya), fill de José Bisbal i María Ferre. És el més petit de tres germans, un es diu José María i una germana que es diu María del Mar.
Va abandonar l'escola aviat perquè estava molt interessat en la música. Tot i que els seus pares el van portar a treballar a un hivernacle, ell va començar la seva carrera musical amb només 18 anys quan el va descobrir l'orquestra Expresiones.

## De l'anonimat a l'èxit
En 2001, va ser un dels 16 concursants de la primera edició espanyola de Operación Triunfo, concurs concebut per triar el representant per al festival d'Eurovisió d'aquell any. Finalment va quedar segon finalista per darrere de Rosa López.
Quan va acabar el concurs va ser fitxat per Vale Music, companyia que li va oferir l'oportunitat de gravar un àlbum com a solista. Aquest, titulat Corazón Latino va sortir a la venda a l'estiu de 2002. Gravat a Miami amb producció de Kike Santander, instantàniament es va convertir en un èxit de vendes. Corazón Latino es va convertir ràpidament en un dels CDs més populars del mercat espanyols. Se'n van vendre més d'un milió de còpies en un mes.
L'estiu de 2002, David Bisbal comença la seva gira per tot Espanya, fent concerts ell sol o acompanyat de Chenoa (una altra concursant d'Operación Triunfo i la seva núvia durant tres anys). El 2002 va rebre un premi pel millor àlbum de l'any. En els Premios de la Música va ser nominat com a millor artista i en els Premios Amigo com a nou artista i millor àlbum.
Aviat la popularitat de Bisbal es va estendre fora d'Espanya. El 2003, comença la seva gira per Amèrica Llatina, portant a terme més de 80 concerts. Ha estat l'objectiu de diverses revistes; l'han entrevistat en molts programes, inclòs el Billboard Latin Music Awards o el Festival de Viña del Mar a Xile. A Miami, Bisbal va rebre 8 discs d'or per les vendes de Corazón Latino als Estats Units i Amèrica Llatina. També ha rebut un premi com a millor artista internacional nou en els premis TV y Novelas de Mêxic. En 2003, Bisbal rep un Grammy Llatí com a millor artista revelació i va ser nominat com a millor vocalista d'àlbum pop.
El 2004, David va gravar el seu segon àlbum, Bulería. Aquest àlbum va escalar ràpidament les més altes posicions de les llistes de vendes a Espanya, Amèrica Llatina i USA. Bulería és un àlbum esperat i rendeix homenatge a la terra natal de Bisbal, i inclou un sabor de flamenc amb el seu conegut estil llatí. Més d'un milió de còpies van ser venudes a Espanya i 300.000 a Amèrica Llatina i USA. Bisbal també va gravar dos discs més: Todo por ustedes (en directe) i David Bisbal edición europea.
En el seu últim àlbum, Premonición, Bisbal col·labora amb altres artistes com Tomatito, Vicente Amigo, Wisin & Yandel, Dan Warner, Lee Levin i Jon Falcone. Aquest és el treball més internacional de Bisbal. Des de la seva sortida a l'octubre, Bisbal ha aconseguit cinc platins i un disc d'or a USA i Puerto Rico.
Abans de Nadal de 2006, Bisbal va portar a terme juntament amb altres artistes com Lolita Flores, Antonio Carmona, Fangoria, Paloma San Basilio i Raphael un especial de TVE anomenat Nochebuena com Raphael. Un any abans, havia participat en l'últim gran show de Rocío Jurado, Rocío...siempre, per al que van gravar conjuntament un èxit d'ella: Vibro
El pròxim disc de David Bisbal va sortir a la venda el 20 d'octubre de 2009 amb el nom Sin Mirar Atrás. El primer single titulat Esclavo de sus besos va ser presentat el 24 d'agost. El següent single és Mi princesa.

## Discografia

### Àlbums d'estudi
- 2002: Corazón latino
- 2004: Bulería
- 2006: Premonición
- 2009: Sin Mirar Atrás
- 2014: Tú y yo
- 2016: Hijos del mar

### Àlbums recopilatoris
- 2006: David Bisbal

### Àlbums en directe
- 2005: Todo por ustedes
- 2007: Premonición live

## Premis
2002
- Millor cantant de l'Any 2002 "Premi Revista Bravo" Espanya, Febrer 2002.
- Entrega de la Certificació de 7 discs de platí per Corazón Latino. Espanya, 25 de juny de 2002.
- Entrega de la Certificació del Disc de Diamant per Corazón Latino. Espanya, 4 Novembre 2002. (més d'un milió de còpies venudes a Espanya).
- Premi "ONDAS" Millor àlbum al CD Corazón Latino. Espanya, 28 Novembre 2002.

2003
- Premi "Móvil de Oro" Espanya, 25 de Febrer 2003.
- Premi "Cadena Dial" Espanya, 26 de Febrer 2003.
- Premi TV-NOVELA al Millor Artista Revelació Internacional. Mèxic, 29 Maig 2003.
- Entrega de la Certificació de 8 discs d'Or per vendes de Corazón Latino a Argentina, Xile, Veneçuela, Costa Rica, Panamà, Equador, Mèxic i USA. Miami, 9 de juliol 2003.
- Entrega de la Certificació de 15 platins venuts en el món de Corazón Latino. Espanya, 29 Juliol 2003.
- Premi "TÚ MÚSICA" Millor Artista Revelació 2003. Puerto Rico, 19 Agost 2003.
- Premi "TU MÚSICA" al Millor Àlbum 2003. Puerto Rico, 19 Agost 2003.
- Premi Grammy Llatí al Millor Artista Revelació. Miami, 3 Setembre 2003.
- Premi "WORD MUSIC AWARDS" Millor Artista Llatí del Món. Mónaco, 12 Octubre 2003.
- Premi "WORD MUSIC AWARDS" Millor Artista Pop Espanyol. Mónaco, 12 Octubre 2003.
- Premi "OYE" Millor Artista Masculí. Mèxic, 16 Novembre 2003.
- Premi "PAOLI" Artista Revelació Pop. Puerto Rico 2 Desembre 2003.
- Entrega de la Certificació d'un Platí a Veneçuela per Corazón Latino, 4 Desembre 2003.
- Premi "Andalucía Joven 2003". Sevilla, 12 Desembre 2003 en la modalitat de Promoció d'Andalusia a l'Exterior.
- Platinum Europe Award. Desembre 2003 per la venda de més d'un milió de discs de Corazón Latino.

2004
- Videoclip "Dígale" elegit millor vídeo
- Premi "LO NUESTRO" a l'Artista Revelació Pop. Miami, 26 Febrer 2004
- Premi BILLBOARD al Millor Àlbum Pop Revelació per Corazón Latino. Miami, 29 Abril 2004
- Premi BILLBOARD de l'Audiència a l'artista més estimat de Miami, 29 Abril 2004.
- Premi ESPÍRITU LATINO. California (USA), 5 Maig 2004.
- Nominat al GRMMY LATINO 2004 al Millor Disc Pop masculí.
- Premi de la GENTE (Latin Music Awards of the People) al Millor Solista de Música Contemporània. Los Angeles, 21 Octubre 2004.
- Premi de la GENTE (Latin Music Awards of the People) al Millor Artista de Nova Generació. Los Angeles, 21 Octubre 2004.
- Nominat com a Millor Artista Espanyol als MTV Europeus 2004 (MTV Europe Music Awards).
- Disc de Diamant per Bulería (Desembre 2004) i disc d'or a Argentina, Colòmbia, Veneçuela i EUA (2004).
- Platinum Europe Award, per la venda d'1.000.000 de còpies de Bulería. Únic àlbum en idioma espanyol en aconseguir el PLATINUM EUROPE AWARD en 2004 (Desembre 2004).

2005
- Antorcha de Plata y Antorcha de Oro per aclamació del públic, en el Festival Internacional de Viña del Mar. Xile, 20 de febrer de 2005.
- Millor videoclip "Me Derrumbo", Certamen Nacional de Curtmetratges en Vídeo, Setmana de Cine de Medina del Campo. Valladolid (Abril 2005).
- Premi Billboard de l'Audiència a l'Artista Més Estimat, elegit pel públic, per segon any consecutiu. Miami, 28 d'abril de 2005.
- Triple platí per al DVD "Todo por Ustedes". Més de 75.000 còpies venudes a Espanya.
- Premi Orgullosamente Latino 2005 a la Millor Cançó per "Desnúdate Mujer", autor David Bisbal (12 de setembre de 2005).
- Premi Orgullosamente Latino 2005 al Millor Videoclip per "Bulería" (12 de setembre de 2005).
- BMI Latin Award - Winning songs: "Lloraré las Penas" i "Quiero perderme en tu cuerpo".
- Premi ALPE al millor del medi artístic hispà dels Estats Units, segons la votació de l'Associació de Periodistes Llatins d'Entreteniment.

2006
- Medalla de Andalucía que li lliura la Junta d'Andalusia en reconeixement de la seva trajectòria artística, projecció internacional i al compromís amb la seva terra. Sevilla, 28 de febrer de 2006.
- Micrófono de Oro que lliura la Federació d'Associacions de Ràdio i Televisió d'Espanya. Ponferrada, 13 de maig de 2006.
- Premio Orgullosamente Latino 2006 - Millor Artista Llatí.
- Premio Orgullosamente Latino 2006 - Millor Disc Llatí: Todo por ustedes.
- Lliurament de Disc d'Or a Veneçuela per les vendes del ser CD "Premonición". 10 de novembre 2006.
- Doble Orquídea de Diamante atorgat per l'aclamació pel públic. És el primer artista que aconsegueix aquest màxim reconeixement en una primera presència en el Festival de la Orquídea. Maracaibo (Veneçuela) 11 de novembre 2006.
- Mara de Diamante al Cantante Internacional del Año, en reconeixement de la seva labor professional en el món de la música. Maracaibo (Veneçuela) 11 de novembre 2006.
- Premio Ondas 2006 al millor artista nacional, per la constància de la seva evolució que desembocat en un estil propi, demostrant en "Premonición" la seva gran maduresa artística i enorme projecció internacional. Barcelona (Espanya).
- Premios Principales: Millor Artista Nacional i Millor VideoClip, atorgat per votació popular pels oients de los 40 Principales.
- Premio Protagonistas Música El Jurat dels Premios ha distingit a David Bisbal "por haber superado las fronteras de la música discográfica con extraordinarios conciertos en vivo que le han convertido en un intérprete de altura internacional".
- Lliurament a Sevilla de la certificació per haver superat el milió de descàrregues digitals entre portals d'internet i descàrregues telefòniques.

2007
- Premio Cadena Dial 2006, atorgat per l'emissora de radi de música en castellà més important del país. Santa Cruz de Tenerife (Espanya). 28 de febrer de 2007.
- Reconeixement per les vendes de més d'un milió de descàrregues digitals de l'àlbum Premonición.
- Premio Yahoo! Música al mejor videoclip del año 2006 per "Quién Me Iba A Decir", febrer de 2007.
- Premios Orgullosamente Latino 2007 al Solista Latino del Año, atorgat per Ritmoson Latino. Ciutat de Mèxic, 18 de juliol de 2007.
- Medalla de Oro de la Provincia, atorgat per la Diputació d'Almeria. Patio de Luces del Palacio Provincial d'Almeria, 15 de novembre de 2007.
- Premio Amigo 2007 del Público. Madrir, 27 de novembre de 2007.

2008
- Premi Orgullosamente Latino 2008 en la categoria Disco Latino del Año per "Premonición Live"
- La Estrella" del Barquisimeto Top Festival (Veneçuela), guardó que atorga el festival en reconeixement de la seva brillant actuació l'11 de setembre de 2008.

2009
- Premi Casandra Internacional. República Dominicana, 24 de març de 2009.
- Premi Juventud 2009 La Combinación Preferca per "Aquí estoy yo"
- Premi Juventud 2009 Mi Vídeo Favorito per "Aquí estoy yo" (Amb Luis Fonsi, Aleks Syntek i Noel Schajris.
- Español Universal 2009. Miami, 6 de novembre de 2009.
- Premio Protagonistas 2009 del año a la Trajectòria Internacional. Barcelona, 30 de novembre de 2009.
- Premio Viva FM 2009 en la categoria "Artista Masculino del Año". Perú, 21 de desembre de 2009.
- Disco del año 2009 en España pel disc "Sin mirar atrás". Espanya, 31 de desembre de 2009.

2010
- Esclavo de sus besos doble disc de platí digital per més de 80.000 descàrregues legals a Espanya. Espanya, 4 de gener de 2010.
- Entrega de Disc d'Or a Veneçuela por les Vendes del seu Cd "Sin mirar atras". Veneçuela, 1 de febrer de 2010
- Premi Cadena Dial. Espanya, 11 de febrer de 2010
- Premio Paoli 2010 Cantant Internacional de l'any. Puerto Rico, febrer de 2010.
- Esclavo de sus besos single de platí digital por les més de 20.000 descàrregues legales a Argentina. Argentina, 9 de març de 2010.
- Mi Princesa disc d'or digital por més de 20.000 descàrregues legals a Espanya. Espanya, 17 de febrer de 2010.